# Protopsephurus
Protopsephurus è un genere estinto di pesci ossei appartenente alla famiglia Polyodontidae, comprendente una sola specie conosciuta: Protopsephurus liui. Questo genere è noto dalla Formazione Yixian, Formazione Jiufotang e Formazione Huajiying nella provincia di Liaoning, nel nord della Cina, risalenti al Cretaceo inferiore (età Barremiano-Aptiano, circa 125–120 milioni di anni fa).

## Descrizione
Protopsephurus liui è considerato il più antico e primitivo pesce spatola conosciuto. Originariamente descritto a partire da un olotipo parziale, nuove scoperte hanno permesso una descrizione dettagliata dell’anatomia della specie. Raggiungeva una lunghezza di circa 80 cm e possedeva un rostro relativamente corto, più simile a quello di uno storione che a quello dei pesci spatola moderni. La volta cranica mostra caratteristiche arcaiche e lo scheletro assiale è scarsamente ossificato. Il corpo era ricoperto da piccole scaglie denticolate non interconnesse, lunghe circa 1 mm, con frange di spine.
Protopsephurus presenta tratti diagnostici dei Polyodontidae come la presenza di ossa stellate, un rostro fortemente allungato con serie di ossa mediane dorsali e ventrali, una fenestra longitudinalis divisa in tre regioni e scaglie "microctenoidi". Tuttavia, si distingue dai generi più derivati (Polyodonti) per l’assenza di ossa stellate ramificate, contatto suturale tra posttemporale e dermosfenotico, riduzione dei branchiostegali a un solo elemento ed eliminazione della spina della pinna pettorale.

## Paleobiologia
Analisi di esemplari ben conservati indicano che Protopsephurus fosse piscivoro; si alimentava di piccoli pesci come Lycoptera, frequentemente trovati nello stesso contesto geologico. Questo suggerisce che la piscivoria sia la dieta ancestrale per i Polyodontidae, mentre la filtrazione planctonica (come in Polyodon) è una caratteristica derivata.

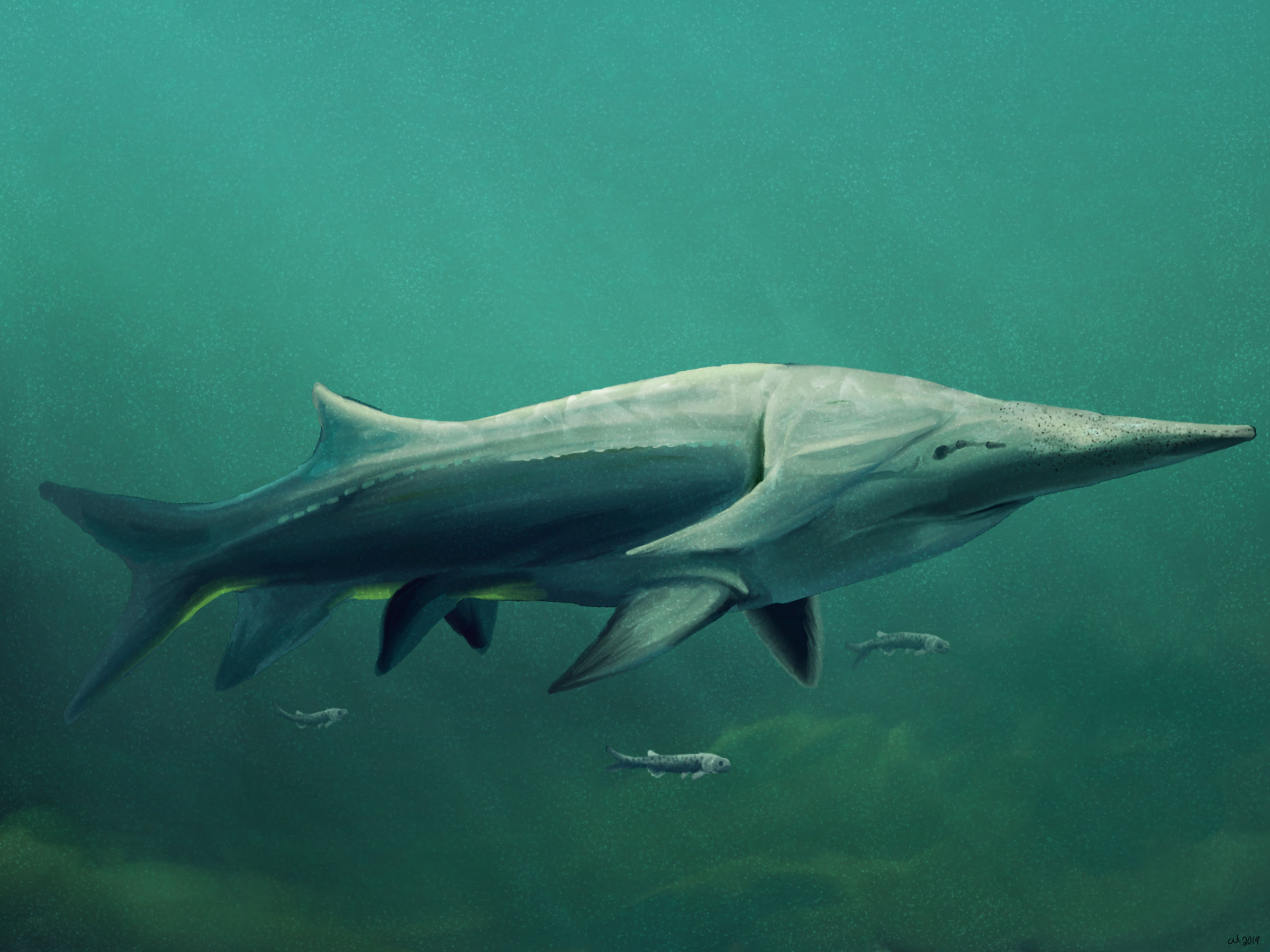
Ricostruzione di Protopsephurus insieme ad alcuni esemplari di Lycoptera

## Importanza filogenetica
Protopsephurus è l’unico membro noto di una linea basale di Polyodontidae (serie monotipo †Protopsephuri). La presenza di caratteristiche comuni con gli storioni primitivi, come la spina pettorale, suggerisce che queste strutture non siano esclusive degli Acipenseridae, ma piuttosto tratti plesiomorfici condivisi dagli Acipenseriformes.